# Cyber-Mobbing
Mit den aus dem Englischen kommenden Begriffen Cyber-Mobbing oder Cybermobbing, auch Internet-Mobbing, Cyber-Bullying sowie Cyber-Stalking werden verschiedene Formen der Verleumdung, Belästigung, Bedrängung und Nötigung anderer Menschen oder Unternehmen mit Hilfe elektronischer Kommunikationsmittel über das Internet, in Chatrooms, beim Instant Messaging und/oder auch mittels Mobiltelefonen bezeichnet. Dazu gehört auch der Diebstahl von (virtuellen) Identitäten, um in fremden Namen Beleidigungen auszustoßen oder Geschäfte zu tätigen usw. Cyber-Mobbing ist eine der zentralen Gefahren im Umgang mit Internet und neuen Medien.
Der Ausdruck „Cyber-Bullying“ lässt sich nicht eindeutig definieren, aufgrund der unterschiedlichen Übersetzungen des Begriffes in verschiedenen Ländern. Die Studie von Nocentini u. a. (2010) beschäftigte sich mit den verschiedenen Auffassungen des Begriffes. Die Ergebnisse zeigten, dass in Deutschland die Bezeichnung „Cyber-Mobbing“, in Italien „Virtual-“ oder „Cyber-Bullying“ und in Spanien „harrassment via Internet or mobile phone“ verwendet wird.
Eine repräsentative Studie der Universität Münster zusammen mit der Techniker Krankenkasse kam 2011 zu dem Ergebnis, dass mittlerweile 32 % (in NRW sogar 36 %) der Jugendlichen und jungen Erwachsenen als Opfer von Cyber-Mobbing betroffen sind. 21 % der Befragten konnten sich vorstellen, auch als Täter im Internet aufzutreten.

## Abgrenzung
Auch wenn im deutschsprachigen Raum die Bezeichnung „Cyber-Mobbing“ überwiegt, ist es wichtig, die Begrifflichkeiten, die im Zusammenhang mit Cyber-Bullying stehen, zu differenzieren. Dahmbach (2011) hat sie tabellarisch zusammengefasst. Sie basieren auf Ausführungen von Arentewics, Fleisser und Struck (2009). Begriffliche Überschneidungen mit Erscheinungsformen von Cyber-Mobbing, die im Zusammenhang mit anderen Autoren genannt werden, sind möglich.
- Cyber-Stalking: Beharrliches Nachstellen; Täter und Opfer kennen sich meist – außer bei Prominenten. Das Motiv kann zum Beispiel verschmähte Liebe sein.
- Denigration: Hier liegen Rachemotive zugrunde.
- Dissen wird als Sammelbegriff für diskriminierende und diskreditierende Äußerungen (im Netz oder anderswo) verwendet.
- MoF steht als Akronym für „Mensch ohne Freund“ und geht auf eine Sammelexklusion zurück.
- Grooming: (Männliche) Erwachsene tarnen sich als Kinder oder erfahrener älterer Freund, um sie zu einem persönlichen Treffen zu überreden; das Motiv ist sexueller Natur.
- Happy Slapping: Damit sind als Spaß getarnte, mit dem Handy gefilmte, über MMS-Dienste oder über das Netz verbreitete, vorsätzliche Prügeleien gemeint.
- Harassment: Hierbei handelt es sich um massive Belästigungen z. B. mittels E-Mailflut durch Bekannte aus dem sozialen Umfeld oder auch Unbekannte.
- Impersonisation: Gemeint ist hier das Cyber-Mobbing unter falscher Identität.

## Entwicklung
Opfer werden durch Bloßstellung im Internet, permanente Belästigung, durch entwürdigende Bilder oder durch Verbreitung falscher Behauptungen gemobbt. Die Täter werden in diesem Zusammenhang auch als Bullies bezeichnet.
Die Motive sind sehr vielschichtig: Außenseiter werden beispielsweise in Chatrooms schikaniert; man versucht, Konkurrenz klein zu halten oder Freunden zu imponieren; unter Umständen werden Mobbingopfer zu Tätern: Sie wehren oder rächen sich.
Zunächst gewann das Phänomen vor allem im Zusammenhang mit Schülern, die Videos oder Bilder von Lehrern bearbeiteten und anschließend ins Internet gestellt haben, an Bedeutung.
Mittlerweile ist Internet-Mobbing unter Schülern verbreitet und erfolgt per Handy, Chat, sozialen Netzwerken wie VZnet Netzwerke oder Videoportale wie YouTube oder eigens erstellten Internetseiten; 2010 berichten allgemein bereits 25 % der Nutzer eines sozialen Netzwerks von Beleidigungen und Bedrohungen. Einzelne Untersuchungen zeigen, dass in Deutschland mittlerweile über ein Drittel der (Oberstufen-)Schüler innerhalb eines Zeitraumes von zwei Monaten mindestens einmal als Opfer von Cyber-Mobbing betroffen sind und über die Hälfte der Schüler als Täter aktiv werden, beides mit steigender Tendenz.
Die Grenzen sind fließend, da die Hemmschwelle, im Internet andere auszulachen oder zu verhöhnen, gering ist. In der Anonymität des World Wide Web muss ein Täter seinem Opfer nicht in die Augen blicken, eine unmittelbare Rückmeldung für das eigene Verhalten bleibt (zunächst) aus und in der Folge auch das Bewusstsein und Empfinden für das mögliche Ausmaß und die Qualität der Verletzung der Betroffenen. Es ist einfach, Unwahrheiten zu äußern oder herumzuschimpfen. Dieser Effekt wird auch als Online Disinhibition Effect (dt. Online-Enthemmungseffekt) bezeichnet: Es fällt Menschen, insbesondere Jugendlichen, schwerer, ihre Impulse zu zügeln, wenn soziale Kontrolle wegfällt oder nicht spürbar ist.
Im Jahr 2008 erschien das Buch Generation Internet von John Palfrey und Urs Gasser, zwei Rechtsprofessoren aus den USA und der Schweiz. Sie stufen das Thema Cyberbullying als eines der größten Risiken ein, welche den Digital Native bedrohen, den in die Internetwelt hinein geborenen Jugendlichen. Mädchen werden hierin als besonders Betroffene bezeichnet.

### Abgrenzung zum traditionellen Mobbing
Eine Frage, die in Bezug auf Cyber-Mobbing aufkommt, ist, in welchem Ausmaß es sich vom traditionellen Mobbing unterscheidet oder welche Gemeinsamkeiten die beiden Formen aufweisen.

#### Gemeinsamkeiten
Beide Formen sind Akte, die Aggression seitens des Täters ausdrücken. Des Weiteren treten sowohl Cyber-Bullying als auch traditionelles Mobbing zwischen Personen auf, bei denen ein Machtungleichgewicht besteht und das Mobbing findet nicht nur einmalig statt, sondern wird vom Täter wiederholend ausgeführt. In den meisten Fällen treten traditionelles Mobbing und Cybermobbing gemeinsam auf – Cybermobbing wird daher oft als einer von vielen Kanälen von Mobbing gesehen.

#### Unterschiede
Anonymität: Die Täter können sich hinter einem Computer unter einem Pseudonym verstecken und somit anonym das Opfer mobben. Dadurch sind sie hemmungsloser und trauen sich auch bestimmte Sachen zu sagen, die sie nie bei der face-to-face Kommunikation sagen oder tun würden. Täter sehen auch nicht die negativen Folgen ihrer Handlungen auf das Opfer und fühlen somit weniger Empathie.
Größere Reichweite: Der Unterschied zum traditionellen Mobbing liegt darin, dass man mit Cyber-Mobbing ein sehr viel größeres Publikum erreicht. Traditionelles Mobbing ist oft an bestimmte Orte gebunden, wie beispielsweise Schulen und die Angriffe sind daher meist nur für eine begrenzte Anzahl an Personen sichtbar. Dahingegen ist bei Cyber-Mobbing, zum Beispiel in Form eines Hasskommentars unter einem Bild, der Angriff für alle Nutzer dieser Plattform sichtbar.
Längerer Zeitraum: Cyber-Mobbing kann sich über einen viel längeren Zeitraum hinwegsetzen. Dadurch, dass für das Mobbing kein direktes Aufeinandertreffen von Opfer und Täter nötig ist, ist der Täter an keinen bestimmten Zeitraum oder Ort gebunden und kann daher das Opfer 24h angreifen. Zudem sind die Posts und Kommentare im Internet immer abrufbar, daher ist nicht nur der mögliche Mobbing-Zeitraum länger, sondern auch die Dauer eines Angriffs ist länger als beim traditionellen Mobbing.
Zwar kommt es in beiden Fällen selten zu einer Anzeige seitens des Opfers, jedoch sind die Gründe hierfür unterschiedlich. Beim traditionellen Mobbing haben die Opfer Angst vor einer Vergeltung des Täters. Der Grund bei Cyber-Mobbing liegt darin, dass die Betroffenen Angst haben, dass ihre Eltern die technischen Geräte zum Schutz ihres Kindes von ihnen wegnehmen.

## Opfer
Kinder, die im virtuellen Medium gemobbt werden, waren oft bereits vorher im wirklichen Leben ein Angriffsziel von Mobbing. Besondere Angriffsflächen bieten dabei Kinder und Jugendliche, die bereits wegen ihres Aussehens (zu dick – zu dünn etc.) stigmatisiert werden.
Die meisten Patienten (Opfer und Täter) in der Kinder- und Jugendpsychiatrie im Wilhelmstift in Hamburg sind Schüler zwischen 11 und 16 – einem besonders schwierigen Entwicklungsalter (Pubertät) mit einer hohen Empfindlichkeit für das mögliche Erleiden und auch Zufügen von Verletzungen.

„Es spielt keine Rolle, ob Jugendliche gelernt haben, mit Konflikten umzugehen, sich aktiv zu wehren, und ob sie einen Freundeskreis um sich herumhaben, der sie verteidigen kann. Häufig finden wir es auch, dass überangepasste Kinder, die häufig auch wenig Konflikterfahrung haben, leichter zum Ziel von Mobbing werden, die nichts Eigenes bieten können und sehr an Erwachsenen orientiert sind. … Die Behandlung der Patienten kann je nach Schwere der Störungen bis zu drei Monate dauern. Eine stationäre Behandlung ist immer dann angezeigt, wenn das Kind nicht mehr zur Schule gehen kann, und wenn die Gefahr droht, dass der junge Patient sich selbst oder anderen etwas antun könnte. Hauptziel der Behandlung ist es, den betroffenen Kindern wieder ein soziales Umfeld zu schaffen, in dem sie sich wohlfühlen, um sie aus der Isolation herauszubringen. Und dennoch können Langzeitschäden, nicht ausgeschlossen werden. Durchlebte Beschämung prägt sich ein und hält lange an, sodass das Selbstwertgefühl für einen längeren Zeitraum stark beschädigt sein kann. … Die Behandlung der Opfer kann somit sehr langwierig, kosten- und zeitintensiv sein, vor allem wenn die Opfer sich erst spät jemandem anvertrauen und den Verletzungen im Internet bereits monatelang ausgesetzt waren. Die erschreckenden Auswirkungen des neuen Phänomens Cyber-Mobbing werden mittlerweile sehr ernst genommen und so wurden in den vergangenen Jahren Kampagnen zur Förderung von Medienkompetenz bei Kindern und Jugendlichen und Präventions-Projekte gegen Cyber-Mobbing ins Leben gerufen. Auch die EU hat die Gefahren für die jungen User erkannt und 2009 das ‚Safer Internet Programme‘ verabschiedet, an dem sich 26 europäische Länder beteiligen.“

Betroffene finden unter Umständen keine angemessene Hilfe bei Eltern oder Lehrern, da diesen die Problematik teilweise unbekannt ist bzw. sie die Anzeichen nicht (er)kennen und wahrnehmen.

## Täter
Täter sind mit einem etwa gleichen Anteil Jungen und Mädchen. Häufig überschneidet sich das Täterprofil in einigen Aspekten mit dem des Opfers, wozu vor allem Depression, hohe Internetnutzung und ein geringes Selbstbewusstsein zählen. Die Täter sind meist hyperaktiv, narzisstisch und gewaltbereit. Sie haben oftmals einen großen Freundeskreis, jedoch weisen sie eher ein geringes Empathievermögen auf, was sich auch in einer Studie von 2008 zeigt. In dieser gaben 16 % der Befragten an, selbst schon einmal im Internet gemobbt zu haben – 40 % von ihnen empfanden dies wie einen Streich.

„Täter sind zum einen natürlich Menschen, die auch selber schon erlebt haben, selbst zum Opfer geworden zu sein, wo man Rache nehmen möchte. Kein neues Phänomen. Es gibt ein Stück Täter, die das im Sinne, wir nennen es narzisstischer Überhöhung tun, sie stellen sich gerne dar als die Mobber und als die Mächtigen, die dann leider manchmal auch in Klassen, durchaus auch in sozialen Gemeinschaften, geschätzt werden.“

## Symptome
Was als Scherz empfunden wird, kann dramatische Folgen nach sich ziehen, wie zum Beispiel soziale Isolierung, Stress, psychische Probleme oder Suizid:

„Am dramatischsten ist es, wenn es um Selbstmordgedanken geht, wenn man sich selbst und sein weiteres Leben so sehr infrage stellt, dass man nicht mehr einen Blick in die Zukunft wagen kann. Also Suizidalität – ein wichtiges Thema. Auftauchen tut es auch im Rahmen von Essstörungen. Es gibt dann auch Jugendliche, die mit Amokdrohungen kommen – es gibt depressive Bilder, einfach Rückzug und sicherlich das Häufigste ist das Vermeiden der Bereiche, wo man mit anderen Kindern in Verbindung kommt, sprich Schule, Verweigerung, Schulvermeidung aus Angst, sich zu stellen.“

## Folgen
Im September 2009 hatte sich in Großbritannien ein junges Mädchen das Leben genommen, weil es online gemobbt wurde. Es war bereits der dritte Fall in England innerhalb von zwei Jahren.
Ein jüngstes Beispiel für Cyber-Mobbing ist der Fall Amanda Todd: Die 15-jährige Kanadierin hat sich im Oktober 2012 nach jahrelangem Cyber-Mobbing das Leben genommen: In der siebten Klasse begann sie im Internet, neue Kontakte zu Fremden zu knüpfen. Eines Tages bat sie ein Cam-Chat-(Kamera-Chat)-Partner, ihm vor der Kamera am PC ihre Brüste zu zeigen. In seiner jugendlichen Unbedarftheit folgte der Teenager dem Wunsch des Fremden, anschließend meldete sich dieser via Facebook wieder bei ihr und versuchte, sie mit den Nacktaufnahmen, die er per Screenshot vom Cam-Chat gemacht hatte, zu erpressen: Als die Jugendliche nicht darauf einging, verschickte der Mann die Bilder an ihre Freunde und Bekannten. Daraufhin fiel Amanda in eine Depression, ihr Umfeld distanzierte sich von ihr; Amanda wechselte mehrfach die Schule und beging nach einem ersten Selbstmordversuch schließlich tatsächlich Suizid.

## Erscheinungsformen
Cyber-Mobbing kann in verschiedensten Formen auftreten:
- Flaming (Beschimpfungen/Beleidigungen): Verletzende Nachrichten, Kommentare und eventuell Drohungen, die im Zuge einer Online-Auseinandersetzung gesendet werden und öffentlich sichtbar sind. Typischerweise ist Flaming kurzlebig, dauert der Streit jedoch länger an, wird er als „flame war“[18] bezeichnet.
- Harassment (Belästigung): Wiederholte, auf ein Opfer gerichtete, ausfällige Nachrichten in sozialen Netzwerken.
- Denigration (Gerüchte verbreiten): Verletzendes Gerede, das oft nicht wahr ist. Dieses wird online gepostet oder an andere versendet. Besonders ist hier, dass es vor allem von anderen gesehen werden soll und nicht hauptsächlich vom Opfer.
- Impersonation (Betrügerisches Auftreten unter anderer Identität/Diebstahl virtueller Identitäten): Der Täter gibt sich zum Beispiel durch Stehlen des Passworts als eine andere Person aus, mit dem Ziel, in dessen Namen anderen unangebrachte Nachrichten zu schicken und diese zu verletzen.
- Outing and Trickery (Bloßstellen und Betrügerei): Veröffentlichung/Verbreitung von intimen Informationen über eine meist nahestehende Person, die im vermeintlich persönlichen Austausch mit dem Täter preisgegeben werden, welche ohne das Einverständnis des Opfers geschieht.
- Exclusion (Ausgrenzung): Das Opfer wird aus Gruppen in sozialen Netzwerken ausgeschlossen. Dabei geht es insbesondere um die In-Group der/des Täter/s und denen gegenüberstehende Außenseiter.
- Cyberstalking (Kontinuierliche Belästigung und Verfolgung): Wiederholte Bedrohung des Opfers durch elektronische Nachrichtenübermittlung. Es wird vermutet, dass die Grenze zum Harassment bei der eigenen Sicherheit liegt, die das Opfer beim Cyberstalking fürchtet.
- Sexting: Die sexuelle Belästigung des Opfers durch anzügliche Bilder und Nachrichten.[19]

Mobbing kann vollkommen unterschiedliche Opfer in den verschiedensten Lebensbereichen treffen. Cyber-Mobbing ist nicht nur auf den Privatbereich beschränkt, sondern kann auch gegen Einzelpersonen im Berufsleben oder gegen Unternehmen gerichtet sein.

### Zwischen Jugendlichen
Beim klassischen (realen) Schulmobbing wird das Opfer vor den Augen der ganzen Klasse verprügelt, beschimpft und ausgegrenzt. Hier besteht allerdings die Möglichkeit für einen Entspannungs-, Deeskalationsraum beispielsweise nach der Schule.
Im Cyberspace mobben Kinder und Jugendliche anders, beispielsweise setzen sie hinter dem Rücken ihres Mitschülers anonym per Handy ein Gerücht in die Welt, Betroffene werden per Handykamera gefilmt, unter Umständen in auch aktiv herbeigeführten entwürdigenden, bloßstellenden oder gewalttätigen Situationen. Hier gibt es kein Entkommen, das Internet vergisst nichts, Einträge zu löschen, gestaltet sich außerordentlich schwierig und aufwändig.
Mittlerweile gibt es hierzu erste wissenschaftliche Untersuchungen. Dabei wurde festgestellt, dass in Deutschland derweil etwa jeder fünfte Jugendliche beteiligt ist, also entweder als Täter, als Opfer oder als sogenanntes Täteropfer, welches sowohl Täter als auch Opfer wird. Dies wird als ein relativ hoher Wert angesehen, deckt sich aber nach Aussagen der Wissenschaftlerinnen sowohl mit internationalen als auch mit anderen Befunden aus Deutschland.

### Unter Erwachsenen
Gemäß einer Umfrage des Bundesamtes für Sicherheit in der Informationstechnik (BSI), die unter privaten Internetnutzern durchgeführt wurde, können auch Erwachsene Opfer von Cyber-Mobbing werden. 12 % der Internetnutzer, die sich in mindestens einem Sozialen Netzwerk engagierten, gaben Mobbing sowie sexuelle Belästigung bezüglich ihrer Person an. Überwiegend waren hiervon weibliche Personen in der Altersklasse von 14 bis 39 Jahren betroffen.

### Lehrpersonal
Auf Bewertungsportalen wie Spickmich oder MeinProf können Schüler und Studenten anonym die Arbeit ihrer Lehrer und Professoren beurteilen. Die Meinungen zu diesen Foren sind geteilt. Während sie einerseits lediglich als Rückmeldemöglichkeit für Betroffene bezeichnet wird, fühlen sich andere durch die anonyme Kritik gemobbt. „Könnten Foren eine in Schulen oder Hochschulen fehlende Feedback-Kultur ausgleichen, wäre es nicht notwendig, dass sich kritische Schüler in der Verborgenheit des Internets verstecken und ein Ventil wie spickmich wäre überflüssig.“

### Gegen Firmen
Auch Firmen können Opfer von Cyber-Mobbing-(Rufmord-)Attacken oder -Kampagnen werden. Vor- und Nachsorge können hier sogenannte Reputationsmanager treffen.

## Ursachen
- Angst: Um nicht selbst zum Mobbingopfer zu werden, möchte man lieber zu einer aktiven, vermeintlich starken Gruppe gehören.
- Anerkennung: „cool“ sein, das Bedürfnis, sich Geltung, Einfluss sowie Prestige zu verschaffen
- Interkulturelle Konflikte: Unterschiedlichkeiten, Auseinandersetzungen aufgrund unterschiedlicher Nationalitäten, Sprachen, abweichenden Aussehens
- Langeweile: beispielsweise „aus Spaß“ ein Foto von jemandem negativ bewerten
- Machtdemonstration: das Bedürfnis, Stärke zu zeigen
- Eigene Minderwertigkeitskomplexe: zur eigenen und fremden Ablenkung von diesen
- Persönliche Krisen: das Zerbrechen einer Liebe, Freundschaft, Beziehung: Hass- oder Neidgefühle; oft wissen die Täter um intime Details

## Gegenmaßnahmen
„Mobbing im Netz lässt sich nie ganz verhindern unabhängig davon, wie sicher Netze sind oder ob sie über rote Knöpfe verfügen, mit denen man Angriffe im Netz melden kann. Denn: Die Auslöser für die Konflikte, für Beschimpfungen, Demütigungen und Beleidigungen im Netz sind auf den Schulhöfen, also in der realen Welt verankert. Und nur dort können sie auch gelöst werden und das je früher desto besser.“

### Zivilcourage
„Mein Traum ist es, dass eines Tages Jugendliche im Internet genau so wenig wegschauen, wenn irgendwo jemand beleidigt, beschimpft wird, wie man das eigentlich auf der Straße auch nicht macht. Zivilcourage im Internet, das muss eigentlich das Ziel von Medienerziehung in diesem Bereich sein.“

### Abwehr
Wer Opfer von Cyber-Bullying wird, kann zunächst meist nur hilflos reagieren. Mittels Argumenten hat man gegen eine anonyme Gruppe keine Chancen. Mangelndes Selbstbewusstsein verschärft dabei die Situation unter Umständen. Als Außenseiter kann man wie im wirklichen Leben auch hier von der Internetcommunity nur schwerlich bzw. keinen Beistand erwarten: Steht erst einmal ein entwürdigendes Video im Netz, können es schnell Hunderte oder Tausende sehen und allzu schnell und einfach lässt sich ein bereits erfolgtes Stigma nicht wieder entfernen. Hinzu kommt die Ungewissheit der Urheberschaft.
Eltern müssen mit den Betroffenen intensiv die Situation erörtern und auf alle Fälle im entsprechenden Fall die Schule informieren.
Erwachsene können bei Cyber-Mobbing gegen Kinder und Jugendliche auch eingreifen, indem sie möglichst schnell die Polizei informieren. Diese kann die Täter unter Umständen identifizieren und eine Strafverfolgung einleiten; das ist allerdings dadurch erschwert, dass entsprechende Server oft im Ausland angemeldet sind und sich damit einer eventuellen Strafverfolgung entziehen. Zivilrechtliche Unterlassungsansprüche wegen Persönlichkeitsrechtsverletzung nach deutschem Recht gelten jedoch weltweit und entsprechende deutsche Gerichtsentscheidungen können auch im Ausland vollstreckt werden.
Bei jedem seriösen Netzwerkanbieter bzw. Seitenbetreiber besteht die Möglichkeit, beleidigende, unseriöse, unethische oder sonst wie auffallende Seiten, Profile oder Darstellungen zu melden und ihre Löschung zu beantragen.
Die Verbesserung der Medienkompetenz und des Verständnisses von Eltern, Lehrern und Erziehern steht mit an erster Stelle der Vorsorge. Der gut gemeinte Ratschlag, Computer und/oder Handy einfach auszuschalten und auszulassen, greift in einer medialen und vernetzten Wirklichkeit zu kurz; zudem gelten diese Regeln – sofern sie je von den Verantwortlichen aufgestellt wurden – nur bis zum Unterrichtsende, so dass sich diejenigen Fälle, bei denen nach der Schule entwürdigende Szenen gegebenenfalls mitgefilmt werden, durch diesen Ratschlag weder beeinflussen noch ausschließen lassen.

### Reaktion
Schnelles Handeln und Prävention kann Mobbing im Netz vermindern oder im besten Fall sogar verhindern:

„Bei Patrick konnte ein längerer Leidensweg vermieden werden, weil er sich seinen Eltern gleich am nächsten Tag mitgeteilt hat und Eltern die nötigen weiteren Schritte einleiten konnten. Besonders wichtig für Patrick war die Aufmerksamkeit und Fürsorge seiner Freunde: ‚Was ich sehr gut fand, dass mich meine Freunde auf jeden Fall ermutigt haben, das heißt, als ich am Montag in der Schule war, ging ich davon aus, dass ich diese Drohung einfach auf meine Pinnwand gelöscht hätte und da kamen aber gleich mehrere von ihnen auf mich zu und sagten, hey wir haben gelesen, was da auf deiner Pinnwand steht, das ist ja total unglaublich, da müssen wir unbedingt gegen vorgehen. Dann haben wir das auch gleich in der ersten große Pause besprochen, was man da machen kann und dann, als wir unsere Tutorin wieder hatten, gleich gemeldet, da war ich positiv überrascht, dass die das erstens mitgekriegt haben und sich gleich Gedanken drüber gemacht haben und das dann eben auch in die Tat umgesetzt haben.‘“

Die Schulleitung reagierte sofort. Die beiden Klassenkameraden, die unter ihrem eigenen Namen gemobbt hatten, mussten die Schule verlassen. Patrick hat sich also nicht zum Opfer machen lassen und er empfiehlt auch anderen, keine Angst aufkommen zu lassen:

„Ich würde ihnen auf jeden Fall raten, sobald sie auch nur die geringste Idee haben, wer dahinter stecken könnte, dass sie es auf jeden Fall melden. Nachdem meine Klassenlehrerin meine Eltern angerufen hat, da haben wir lange überlegt, ob wir das der Polizei melden und wir sind zu dem Entschluss gekommen, dass das Sinn macht, weil der beleidigten Person eigentlich nicht wirklich was passieren kann. …“

Viele Opfer wagen nicht, sich zu öffnen und andere zu informieren, weil sie fürchten, noch weiter ins (vermeintliche) soziale Abseits zu geraten.

### Erste Hilfe, Selbsthilfe
„Die Niedersächsische Landesmedienanstalt … hat eine Selbsthilfe-Plattform gegründet. Unter juuuport.de sind ehrenamtliche Scouts erreichbar, die Jugendliche bei schlechten Erfahrungen im Internet beraten sollen. Die Scouts zwischen 14 und 18 Jahren werden durch psychologische, juristische und medienpädagogische Fachkräfte ausgebildet. Denn junge Leute wollen sich lieber untereinander austauschen, als Erwachsene einzuweihen. Erste Hilfe bieten die jungen Scouts, wenn Schüler in sozialen Netzwerken beleidigt werden oder unerwünschte Fotos von ihnen erscheinen. (…)

Es ist nicht der Experte, der von oben sagt, so geht das nicht und Du musst das so und so machen; dass wir Tipps geben können, vielleicht schon eigene Erfahrung gemacht haben usw., da können wir dann ganz frei mit den Nutzern sprechen. …

Ich denk’ auf jeden Fall, dass die Hemmschwelle niedriger ist, dass man seinen Eltern vielleicht so was nicht erzählen würde, weil die Eltern das nicht verstehen und keine Erfahrung im Internet haben, nicht mit SchülerVZ, sie wissen nicht, worum’s da geht.“

## Vorsorge
Generell muss in der digitalen Wirklichkeit wie im analogen Leben das allgemeine Prinzip der Verantwortlichkeit gelten: Alle sind selbst für das verantwortlich, was sie sehen, tun (oder unterlassen), veröffentlichen usw. Für die praktische Umsetzung in Schulklassen gibt es mittlerweile eine Reihe qualitativ guter und evaluierter Arbeitshilfen sowie eine Reihe kostenloser Angebote im Internet.

### Persönliche Vorsorge
Bisher gibt es noch sehr wenig Forschung zur Prävention von Cyber-Mobbing. Allerdings zeigen erste Studien, dass es möglich ist, das Risiko zu senken, Opfer zu werden. Allgemein anerkannt ist, bei der Bewegung im Internet nicht leichtfertig persönliche Daten und Darstellungen in schriftlicher und/oder bildlicher Form zu hinterlassen, um sich nicht in besonderer Weise angreif- und verletzbar zu machen. Ebenso ist das Mobben von anderen oder das Nutzen von Chaträumen mit extremen Inhalten ein Risikofaktor.

### Vorsorge durch Aufsichtspersonen

#### Ausbildung Lehrpersonal
Das Thema und der Erwerb von Medienkompetenz muss strukturell in der pädagogischen Ausbildung verankert werden. Neben speziell für solche Konfliktlagen ausgebildeten Lehrkräften stehen Schülern, Eltern und Lehrkräften auch Schulpsychologen zur Verfügung. Diese sind nicht einer Schule zugeordnet, sondern arbeiten weitgehend in schulpsychologischen Beratungsstellen der Bundesländer und können bei Bedarf von den Schulen kontaktiert werden.

#### Empowerment
Die allgemeine Stärkung des Selbstbewusstseins von Kindern und Jugendlichen (engl. Empowerment, dt. etwa Bestärkung) sowie die Schaffung eines Problembewusstseins bei den Tätern sowie die Sensibilisierung der Gesellschaft: Der respektvolle und sichere Umgang mit den Neuen Medien muss thematisiert und kann geübt und diskutiert werden, um Selbstachtung, Durchsetzungsvermögen, Eigen- und Mitverantwortlichkeit sowie das Entwickeln von Freundschaften zu unterstützen. Mittlerweile wird das Problem immer mehr erkannt, Fortbildungskonzepte werden entwickelt.
Auch kleinere medienpädagogische Projekte können hier bereits einen Beitrag leisten.

#### Eltern
„Was die Internet-Nutzung angeht, gibt es oft eine große Kluft zwischen Kindern und Eltern, wobei die Kinder den Älteren weit voraus sind. Diese Elterngeneration ist die Erste, die technisches Wissen nicht an ihre Kinder weitergeben kann. Eltern fühlen sich überfordert beim Thema Erziehung zu Medienkompetenz, dabei ist ihre Aufmerksamkeit und Mitarbeit bei diesem Thema wichtiger denn je. Welche Präventionsarbeit können die Eltern leisten? … Eltern müssen ihre Kinder begleiten, wie immer im Leben, erst recht im Internet. Ganz wichtig ist es, dass man Kindern den Rücken stärkt, dass man wegkommt von ‚Chatten ist schlecht‘, dass man da konstruktiv mit den Kindern gemeinsam versucht, herauszufinden, wie kann ich das wirklich so nutzen, wie ich das eigentlich möchte.“

### Firmen, Institutionen

#### Netzwerkbetreiber, Anbieter
Grundsätzlich haben die Betreiber von sozialen Netzwerken im Internet ein starkes Interesse, Cyber-Mobbing einzudämmen, denn ihr Erfolg hängt entscheidend ab von ihrem guten Ruf und einem guten Klima in ihrer Community. Ihre Mitglieder müssen zum Teil persönliche Daten veröffentlichen, um an den Aktivitäten des Netzwerks teilnehmen zu können, und machen sich damit besonders angreifbar für Cyber-Mobbing. Daher wird mit Aufklärungsaktionen versucht, vor allem Jugendliche zu erreichen; die Aktionen sind häufig mit Werbung für das jeweilige Netzwerk verbunden.
Ein Jugendbeauftragter von SchülerVZ sah eine große Chance für mehr Sicherheit im Netz in der Zusammenarbeit zwischen Schülern und Lehrern:

„In der Tat ist es natürlich so, dass viele Lehrer sich mit diesem Thema nicht besonders vertraut und sicher fühlen. Ich glaube aber, das ist gar nicht so schlimm. Was Kinder und Jugendliche sehr gut können, ist mit dem Computer umgehen – die haben eine sehr hohe technische Medienkompetenz, während Lehrer und Eltern eine sehr hohe soziale Kompetenz in der Regel haben. Ein Lehrer oder Erwachsener kennt in der Regel die Verhaltensnormen in der Gesellschaft, weil er sie schon sehr viel verinnerlicht hat und vielleicht auch ein anderes Bewusstsein dafür hat und ein Kind weiß, wie man gut mit einem Computer umgeht. Schmeißt man all dieses Wissen in einen Topf, dann kann man sehr viel erreichen.“

Mittlerweile (Dezember 2011) haben einige große Social Network-Anbieter sogenannte Notfallbuttons auf ihren Seiten installiert, mit denen man unmittelbar etwaige Angriffe, Belästigungen, Beleidigungen, Verletzungen usw. direkt an Verantwortliche melden kann.

#### Schulen
Sie können gemeinsam mit Eltern einen Verhaltenskodex entwickeln sowie Mobbingbeauftragte benennen, deren Aufgabenfeld sich auf das Cyber-Mobbing erstreckt. Das sogenannte Streitschlichter-Konzept bietet darüber hinaus auch hier Konfliktbearbeitungsmöglichkeiten.
In Hamburg wurde im Februar eine Initiative zur Förderung der Datenschutzkompetenz an Hamburger Schulen vorgestellt. Im Rahmen von Unterrichtseinheiten soll mit Schülern das Leben in der virtuellen Welt eingeübt werden: Der Hamburgische Beauftragte für Datenschutz und seine Behörde sind Initiatoren des Projektes:

„Ein Konzept, das eben künftig den Schulen ermöglicht, ihre Verantwortlichkeit als Lehranstalt insofern auch so weit wahrzunehmen, als Kinder und Jugendliche darauf hingewiesen werden, welche Gefahren eben in der virtuellen Welt auf sie warten. Das Verhalten im Internet muss im Grunde genauso eingeübt werden wie im Straßenverkehr, und die Schulen ziehen die Schüler und Schülerinnen natürlich bereits ins Internet, indem dort recherchiert wird für Hausarbeiten, indem dort Referate gemacht werden. Und wir haben gesagt, es kann eben nicht sein, dass die schulischen Lehrinhalte dieses Thema ‚wie verhalte ich mich im Internet‘ aussparen, denn dies ist in der Tat ein Thema, das viele der Eltern-Generation gar nicht kennen – das muss die Schule künftig selbst machen.“

#### Staat, Gesetzgebung, Rechtsprechung
In Deutschland wird der Begriff Cyber-Mobbing (bisher, Dezember 2011) nicht als eigener Straftatbestand aufgeführt; unter Umständen könnte eine entsprechende Installation dazu führen, dass das Problem ernster genommen wird – analog der Entwicklung beim Stalking. Die (Straf-)Gesetzgebung wird ansonsten allgemein als ausreichend erachtet; Missouri hat als erster amerikanischer Bundesstaat eine entsprechende eigene Gesetzgebung erlassen.
In Großbritannien wurde bereits von staatlicher Seite gegen Cyber-Mobbing vorgegangen. Dort wurden neue, spezielle Richtlinien für den Umgang mit dem Problem erlassen.

#### Unternehmen
Gut ausgebildete und ständig betreute Social-Media-Kanäle zählen zu den besten Vorsorgemöglichkeiten gegen Cyber-Mobbing für Unternehmen. Kommt es zu Nutzerkritiken, kann die Kritik auf den eigenen Plattformen kontrolliert, überblickt und kommentiert werden. Vernachlässigen Unternehmen die Pflege der Online-Präsenzen, erhöht sich die Gefahr, dass sich die Kritik auf viele verschiedene Webseiten verlagert und so für Unternehmen zur Gefahr für die Reputation und das Tagesgeschäft wird.

## Therapie

### Opfer
„Die Behandlung der Patienten kann je nach Schwere der Störungen bis zu drei Monate dauern. Eine stationäre Behandlung ist immer dann angezeigt, wenn das Kind nicht mehr zur Schule gehen kann, und wenn die Gefahr droht, dass der junge Patient sich selbst oder anderen etwas antun könnte. Hauptziel der Behandlung ist es, den betroffenen Kindern wieder ein soziales Umfeld zu schaffen, in dem sie sich wohlfühlen, um sie aus der Isolation herauszubringen. Und dennoch können Langzeitschäden, nicht ausgeschlossen werden. Durchlebte Beschämung prägt sich ein und hält lange an, sodass das Selbstwertgefühl für einen längeren Zeitraum stark beschädigt sein kann. Die Behandlung der Opfer kann somit sehr langwierig, kosten- und zeitintensiv sein, vor allem wenn die Opfer sich erst spät jemandem anvertrauen und den Verletzungen im Internet bereits monatelang ausgesetzt waren.“

### Täter
Hier wird die Therapie an eventuell vorliegenden (narzisstischen) Persönlichkeitsstörung ansetzen (wie bereits oben erwähnt).

## Rechtslage

### Deutschland
Cyber-Mobbing ist in Deutschland kein eigener Straftatbestand. Allerdings sind einzelne Formen von Cyber-Mobbing strafbar und können Gegenstand zivilrechtlicher Ansprüche sein (etwa Unterlassung und Schadenersatz). In Betracht kommen insbesondere Beleidigungsdelikte (Straftatbestände der §§ 185 ff. StGB), Delikte betreffend Verletzung des persönlichen Lebens- und Geheimbereichs (§§ 201 ff. StGB), Straftaten gegen die persönliche Freiheit (§§ 232 ff., insbesondere § 238 StGB (Nachstellung)), Verletzungen des Allgemeinen Persönlichkeitsrechts (Art. 1 Abs. 1 und Art. 2 Abs. 1 GG), des Rechts am eigenen Namen (§ 12 BGB), des Rechts am eigenen Bild (§ 22 ff. KUG) oder des wirtschaftlichen Rufs (§ 824 BGB). Im Fall von Mobbing im geschäftlichen Bereich kommen auch Ansprüche aus dem Gesetz gegen den unlauteren Wettbewerb (UWG) in Betracht.
Cyber-Mobbing findet allerdings auch in Foren oder auf Webseiten statt, die sich der deutschen Rechtsprechung völlig entziehen. Ein Großteil der als Cyber-Mobbing bezeichneten Aktivitäten haben sich auf Webseiten und Foren verlagert, die im Ausland angemeldet sind; allerdings ist es nach wie vor auch noch in deutschen sozialen Netzwerken ein Problem. Die Rechtsdurchsetzung innerhalb der EU ist mit der EU-Verordnung über die gegenseitige Anerkennung von Schutzmaßnahmen in Zivilsachen verbessert worden. Danach können Opfer häuslicher Gewalt die in einem Mitgliedstaat erlassenen Gewaltschutzanordnungen auch in andere Mitgliedstaaten übertragen lassen. Solche Gewaltschutzanordnungen können nicht nur in Fällen häuslicher Gewalt, sondern auch in Fällen von Nachstellungen – umgangssprachlich auch Stalking genannt – erlassen werden, d. h. auch in Fällen des klassischen Mobbings per Handy, SMS und E-Mails.
Das Jugendschutzgesetz enthält spezielle Passagen, die sich auf Mediennutzung beziehen. Im Zusammenhang mit gewalthaltigen Medien erscheint der Teilaspekt der Nachahmung, das Aufgreifen und Ausleben einer Idee durch junge Menschen als relevant für das Verständnis auch von Schulschießereien. Darauf deuten dort Nachahmungen von Heldenfiguren durch die Täter aus bekannten Filmen oder Computerspielen hin. Die Gefahr von Nachahmungstaten und Trittbrettfahrern steige zudem durch die Häufung der Fälle und der Medienpräsenz.
Bisher wird in Deutschland allerdings im Gegensatz beispielsweise zum Vorgehen in England keine kriminalpolizeiliche Statistik über den Einfluss von Cyber-Mobbing auf Suizide (von Jugendlichen) geführt.

#### Rechtsprechung
Das OLG Köln stellte im November 2007 fest, dass „eine Bewertung unter den genannten Kriterien durchaus für eine Orientierung von Schülern und Eltern dienlich und zu einer wünschenswerten Kommunikation, Interaktion und erhöhter Transparenz führen kann. Gerade der schulische Bereich und die konkrete berufliche Tätigkeit von Lehrern sind durch Bewertungen gekennzeichnet, so dass es – auch vor dem Hintergrund eines Feedbacks – nahe liegt, diese im Rahmen einer Evaluation zurückzugeben. Sie stellen, obwohl in Notenstufen angegeben, eher gegriffene, subjektive Einschätzungen widerspiegelnde Wertungen dar, die dennoch geeignet sein können, Schülern und Lehrern eine gewisse Orientierung in der Einschätzung der bewerteten Kriterien zu ermöglichen“.
Die genannten Foren können die Nutzung des Grundrechts auf Meinungsfreiheit unterstützen, da keine direkten Repressalien zu befürchten sind. Beispielsweise würden wahrscheinlich kurz vor anstehenden Beurteilungen wenige Schüler Unterrichtsmethoden ihres Lehrers als gerade ausreichend oder befriedigend bewerten.
Grundrechtlich geregelt ist die Meinungsfreiheit in Art. 5 GG, welche allerdings ihre Schranken in den Vorschriften der allgemeinen Gesetze, den gesetzlichen Bestimmungen zum Schutze der Jugend und in dem Recht der persönlichen Ehre findet.

„Steht allerdings nicht eine Diffamierung oder Herabsetzung der Person als Ziel dieser Äußerungen im Vordergrund, sondern vielmehr die Bewertung von Eigenschaften, die sich jedenfalls auch im schulischen Wirkungskreis spiegeln, genießt auch hier die Meinungsfreiheit Vorrang. Dabei ist bei der Diktion und Formulierung der Kriterien auch auf den Sprachgebrauch der Zielgruppe (hier: Schüler und Jugendliche) abzustellen. Zudem schützt das Grundrecht der Meinungsfreiheit die Meinungskundgabe unabhängig davon, ob die Äußerung rational oder emotional, begründet oder grundlos ist und ob sie von anderen für nützlich oder schädlich, wertvoll oder wertlos gehalten wird (BVerfG NJW 2001, 3613; BVerfG NJW 1972, 811). Auch eine polemische oder verletzende Formulierung der Aussage entzieht sie nicht dem Schutzbereich des Art. 5 Abs. 1 GG (BVerfG NJW 2001, 2613; BVerfG NJW 2002, 1192, 1193). Vor allem reicht der Schutz des allgemeinen Persönlichkeitsrechts nach Art. 2 Abs. 1 GG nicht so weit, dass er dem Einzelnen einen Anspruch darauf verleiht, in der Öffentlichkeit nur so dargestellt zu werden, wie er sich selber sieht oder von anderen gesehen werden möchte (BVerfG NJW 1999, 1322, 1323).“

Selbst unter Pseudonym wurde die private Meinungsäußerung von Rechtsprechungsseite gewürdigt: „Es steht außer Frage, dass die Möglichkeit, sich unter einem Pseudonym zu äußern, für den Prozess der öffentlichen Meinungsbildung von Nutzen sein kann. Das gilt dann, wenn der Äußernde ohne diese Möglichkeit aus Angst vor ungerechtfertigten Repressalien von einem an sich schutzwürdigen Beitrag zur öffentlichen Meinungsbildung abgehalten werden könnte.“ Der Schutz von Meinungsäußerungen tritt regelmäßig hinter dem Persönlichkeitsrechtsschutz zurück, wenn sich die betreffenden Äußerungen als Schmähung darstellen. Eine Äußerung ist als Schmähkritik anzusehen, wenn sie sich nicht auf eine Auseinandersetzung in der Sache bezieht, sondern jenseits einer polemischen und überspitzten Kritik in der persönlichen Herabsetzung des Betroffenen besteht.
Richten sich die Äußerungen nicht gegen eine bestimmte Person, sondern gegen ein Unternehmen, ist das sog. Unternehmenspersönlichkeitsrecht oder das Recht am eingerichteten und ausgeübten Gewerbebetrieb betroffen. In diesen Fällen gelten andere Grundsätze. Denn der Umfang des Schutzbereichs des Unternehmenspersönlichkeitsrechts geht nach höchstrichterlicher Rechtsprechung nicht so weit wie das allgemeine Persönlichkeitsrecht von natürlichen Personen. Die Entfaltung der Persönlichkeit im Wirtschaftsleben bringt es nämlich naturgemäß mit sich, dass sie sich der Kritik stellen muss (BGH, Urteil vom 24. Oktober 1961 – VI ZR 204/60, NJW 1962, 32, 33). Deshalb haben betroffene Unternehmen auch scharf und überzogen formulierte Kritik zu dulden, soweit der Äußerung eine kritische Auseinandersetzung zugrunde liegt. Eine Schmähung liegt bei einer die Öffentlichkeit wesentlich berührenden Frage nur ausnahmsweise vor und ist eher auf die Privatfehde beschränkt (BGH, Urteil vom 16. Dezember 2014, Az.: VI ZR 39/14).

### Österreich
In Österreich wird Cyber-Mobbing seit dem 1. Januar 2016 mit Freiheitsstrafe von bis zu einem Jahr Haft bestraft. Voraussetzung ist die Verletzung des höchstpersönlichen Lebensbereiches oder die Verletzung der Ehre im Wege der Telekommunikation oder über ein Computersystem. Die Regelung wurde am 7. Juli 2015 mit dem Strafrechtsänderungsgesetz 2015 im Nationalrat verabschiedet und führt Cyber-Mobbing als Straftatbestand als § 107c in das Strafgesetzbuch ein. Die neue Regelung nennt sich „Fortgesetzte Belästigung im Wege einer Telekommunikation oder eines Computersystems“ und wird in den Materialien zum Gesetz ausdrücklich als Cyber-Mobbing bezeichnet.

### Frankreich
Hier hat sich Anfang Mai 2011 der Erziehungsminister mit dem Internet-Netzwerk-Anbieter und Unternehmen Facebook zusammengetan: Mobber sollen identifiziert und unter Umständen von Unterricht und/oder Schule ausgeschlossen werden. Lehrer sollen Blog-Einträge kontrollieren.

### USA
In den USA ließ sich 2009 auf gesamtstaatlicher Ebene der Vorwurf des Cyber-Bullyings, auch mit tödlichem Ausgang, unter der dort herrschenden Rechtslage nicht fassen. In einem Präzedenzfall hat ein Bundesrichter schließlich sogar die Verurteilung einer 50-jährigen Mutter wegen unautorisierten Zugangs zu einem Computer (sie hatte sich mit falschen Angaben angemeldet) aufgehoben, weil nach Ansicht des Richters kaum jemand die umfangreichen Nutzungsbedingungen eines Anbieters gründlich lese und beherzige. Gemeinsam mit ihrer 13-jährigen Tochter hatte sie unter falscher Identität eine Bekannte ihrer Tochter im Netzwerk Myspace gemobbt, was zum Suizid des Mädchens führte.
Der Bundesstaat Missouri führte 2008 ein Gesetz gegen Cyber-Mobbing ein. Dort hatte die Selbsttötung des Teenagers große Empörung ausgelöst.
Der Bundesstaat New Jersey erließ nach dem Selbstmord eines Studenten das bislang als in den USA am strengsten geltende entsprechende Gesetz gegen Gewalt und Mobbing an Schulen und Hochschulen.
Im Frühjahr 2011 fand am amerikanischen Regierungssitz im Weißen Haus in Washington, D.C. ein Anti-Mobbing-Gipfel statt. Das Unternehmen Facebook erklärte dort, in Zukunft Streitschlichter einsetzen zu wollen.

### Asien
Südkorea hat 2007 ein Gesetz zur Vermeidung von Mobbing im Internet vorgelegt.